# IC 1873/1
IC 1873/1 је лентикуларна галаксија у сазвијежђу Кит која се налази на листи објеката дубоког неба у Индекс каталогу.
Деклинација објекта је + 9° 36' 50" а ректасцензија 3h 3m 52,8s. Привидна величина (магнитуда) објекта IC 1873 износи 14,5 а фотографска магнитуда 15,5. IC 18731 је још познат и под ознакама MCG 1-8-39, CGCG 415-57, VV 383, NPM1G +09.0090, PGC 11541.